# نیمی از یک زندگی
نیمی از یک زندگی (فرانسوی: Mourir à 30 ans‎) فیلمی در ژانر مستند است که در سال ۱۹۸۲ منتشر شد. این فیلم برنده دوربین طلایی از جشنواره فیلم کن شده است.